# 不死不運
《不死不運》（簡稱）是日本漫畫家戶塚慶文創作的少年漫畫，從《週刊少年Jump》2020年第8號至2025年第9號連載。其後在臺灣從《寶島少年》2020年第29+30期開始連載。截至2022年9月，含電子版在內的單行本發行量已突破180萬本。2022年8月29日，宣佈獲改編為2023年首播的電視動畫，動畫製作公司是David Production。

## 故事概要
出雲風子8歲時，造成了包括父母在內的270人死亡意外，自此10年閉門不出。擁有「不運」能力的她在一直追看的長篇少女漫畫連載完結後，決定自殺。此時她遇見擁有「不死」能力的安迪。安迪憑藉其強大的再生能力，即使在風子「不運」能力的影響下仍能生還。阻止風子自殺後，兩人出發尋找讓安迪死去的方法。
隨后，風子發現世上還有其他人擁有類似的異能。能夠否定某事物的人被稱為「否定者」，亦有由否定者組成的組織「UNION」。「UNION」擁有「圓桌」，職責為完成「默示錄」所給予的任務，例如去討伐UMA（本作的怪物）等，以規避世界再被添加「規則」，「規則」集滿100條後將世界滅亡。另一由「否定者」組成的「UNDER」是「UNION」的對立組織，但兩者的目的都是「弒神」。
「UNION」首領茱伊斯和安迪的前身維克特藉由「圓桌」進行輪迴，不斷挑戰神的試煉。圓桌僅能由一人進行輪迴（只有此人會保有上一輪記憶），最多進行100次。故事進行時是第99次，由茱伊斯主導輪迴，而風子是第一次與「UNION」眾人相遇，成為他們弒神的全新希望。然而「UNION」面臨的許多任務棘手無比，加上「UNDER」爭奪「圓桌」和干預任務，世界滅亡無可避免地降臨。風子被眾人推派為第100次輪迴的主導者，她決心在該輪迴中找回所有同伴，阻止發生在「否定者」身上的悲劇，以及與「UNDER」成員結為同盟。

## 創作經過
本作前身為於《週刊少年Jump》2019年第9號連載的47頁單篇漫畫《不死+不運》（アンデット＋アンラック），為當時「俊英集結！冬之單篇6連彈」特集的第2部單篇，在網路上獲得好評。2019年10月確定發展成連載，戶塚在半個月內搬家，11月讓助手入駐開始畫第1至3話。對於主角風子以槍為武器的設定，戶塚自覺是受到《銀河鐵道999》主角星野鐵郎所影響。

## 登場角色
「否定者與其組織」：否定者是不滿自身悲痛的經歷決定與神抗爭的一群人。因理念不同分為兩批隊伍，但目的皆是與神抗爭。每個人的覺醒都伴隨一場災難，災難可被人為阻止。原以為否定者是由神選出。實情是由上一代否定者選出，歷代否定者在死後會進入下代否定者的靈魂中。因此才會出現一心如此代代相傳的現象。
出雲風子（聲：佳原萌枝）
生日7月7日。本作女主角。故事開始時為長髮，後剪為短髮。UNION的No.9→10，新UNION的No.1。否定者，擁有異能「不運」（Unluck），他對象，強制發動型。只要身體接觸到他人，就會否定他人的運氣，遭致他人遭遇不幸。不幸的程度與接觸時長、接觸面積和風子對被接觸者的好感成正比。嚴重的不幸事件包括遭到隕石撞擊、火山爆發等等。
2010年8歲時能力覺醒，一開始效果還不明顯，直到在機場與出國工作的父母道別後飛機突然爆炸、引發包含父母在內一共270人的死亡意外當下才察覺，由於害怕與人接觸造成對方送命而十年閉門不出，也因自身能力長期被同學和鄰居排擠。本人表示自己在國中畢業後再也沒升學，一段時間由爺爺（聲：魚建）扶養。
被九能明與茱伊斯視為破局的希望，在九能明的幫助下，進入安迪的記憶，而得知過往，最後成為本次輪迴搭上方舟之人，並被茱伊斯託付成為UNION的新任BOSS。
從西元1800年開始新輪迴後不再衰老，作為新BOSS掌握了武術、擊劍與射擊等多樣技術，以體術配合「不運」，甚至能在肉搏戰中壓制方九龍。善用古代遺物與經驗，到處吸收前次輪迴結識的否定者為成員，並積極阻止否定者誕生時伴隨的悲劇。為了替覺醒了「不治」的利普執刀治療菈伊菈，甚至花費100年學習外科手術。
在諸神黃昏的最終戰，透過露娜和UMA「靈魂」對話得知，爭鬥者就在自己的心臟體內，即是不運的心臟。在決戰後因爭鬥者的副作用而失憶，但在UMA靈魂的幫助下成功回復記憶。諸神黃昏結束後成為冒險家走訪世界各地，並於2020年8月1日與安迪結婚。
安迪（聲：中村悠一）
生日4月15日。本作男主角。UNION的No.10→9，新UNION的No.2（吉娜自行讓位）。否定者，擁有異能「不死」（Undead），自對象，強制發動型。否定自身的死亡，受傷後能夠快速復原。擅長戰鬥，左前額插著一塊金屬片以隔絕記憶，拔出後就會變成戰鬥狂。武器為從組織派出的獵殺者處偷來的「不壞」的日本刀「俱利伽羅」，此外也能透過控制再生速度來發射「部位彈」或是高速移動。總是會因為受傷後再生而裸體，故事初期下體常常都有一塊馬賽克遮住。在捕獲衣服的UMA之後終於擁有了能夠再生的衣服。
原本是茱伊斯與維克多爭執時，茱伊斯以古代遺物「追憶」消除維克多記憶後誕生的新人格，被維克多視為多餘的存在，但在與風子的相處和冒險過後，實力逐漸被維克多認可，更在最後被維克多視為同等的存在。
在新輪迴裡，到世界各地收集弒神的武器，並已掌握控制靈魂的技巧。現在位於太陽內部以靈魂壓制上位十理。
諸神黃昏結束後與利普及尼柯一同組織「window」，並擔任隊長，以此來援助發展中國家的孩童。於2020年8月1日與風子結婚。

### 「UNION」

#### 圓桌成員
茱伊斯·達克（聲：伊瀨茉莉也）
生日1月6日。UNION的No.1，否定者，擁有異能「不正義」（Unjustice），他對象，強制發動型。能夠否定任何依循個人正義的行動，並強制他做出相反行為。曾利用能力使侵略地球的外星人自相殘殺。據風子判斷，對抗上位十理時，「不正義」的力量不可或缺。
與維克多同為多次輪迴的經歷者，與其最初來自沒有性別的世界，不斷利用方舟（Ark）進行輪迴，因而保有過去世界的記憶。平常頭上戴著的面具是維克多過去為保護她而準備的，鎧甲的頭盔部分。
與露娜交易並將點數讓給安迪與瀕死的風子跳躍至課題結束之時，而朱易絲則不再輪迴。最後在委託風子成為UNION的新BOSS後，在維克多的陪伴下以古代遺物「反叛者」阻擋薩恩，直至耗盡生命而亡。
新輪迴轉生成英國人，名為「茱莉亞·U·斯提提亞」，為握劍一週即奪得西洋劍大賽冠軍的劍術天才，跟其他人不同的是，似乎是因為曾進行多次輪迴的關係，有時會在睡夢中夢到前幾次輪迴中的自己的記憶。
諸神黃昏結束後繼續擔任西洋劍選手，並向維克多催婚中。
沈子安（聲：花江夏樹）
生日11月27日。UNION的No.2、新UNION的No.8。出身中國的否定者，擁有異能「不真實」（Untruth），他對象，強制發動型。能夠否定視野內生物的行為，並強迫他做出相反動作，條件為沈必須喜歡上對方。
性格樂天的戰鬥狂，喜歡與強者較量。持有古代遺物「如意金箍」和「金斗雲」。由於能力關係總是反覆以單眼視物。為了拯救掉下懸崖的妹妹而抓住她，但是能力覺醒反而讓妹妹被能力影響而主動鬆手掉下懸崖。
在與方九龍的戰鬥中受到致命傷，使用古代遺物變成殭屍死而復生，但失去不真實的異能。
在新輪迴裡，因為風子的緣故，與妹妹一同被方收養。天擂賽賽程中受風子設計成功覺醒「不真實」，後於決賽戰勝師父方九龍成為冠軍並加入新UNION。
諸神黃昏結束後和穆開設健身房、結婚並育有一對雙胞胎。
菲爾・霍金斯
生日4月12日。UNION的No.4、新UNION的No.7。否定者，擁有異能「不感」（Unfeel），自對象，強制發動型。能夠否定自身的感情與身體的感覺。因能力的影響，自己無法說話。他發揮自己能力特性，全身裝上古代遺物戰鬥。
在新的輪迴得知，過去因為人體實驗的緣故，其母親於宇宙中的太空站把他誕下，幼時身體已被替換成機械。六歲時太空站受不明物體襲擊，自己與母親被困於太空艙等待救援，途中覺醒了能力。在事件中身體替換成了古代遺物「交付者」，將因為不感而逐漸消逝的自身感情作為啟動交付者的代價。這次的輪迴中受到了風子等人的幫助，成功救助了母親。能透過進食回復傷痕。
諸神黃昏結束後成為一名普通學生，偶爾協助母親的研究事業。
塔奇安娜（聲：釘宮理惠）
生日10月27日。UNION的No.5，否定者，擁有異能「不可觸」（Untouchable），自對象，強制發動型。能夠否定任何事物的觸碰，會在身體周圍時常張開不可觸的領域，平時領域維持在數米厚，如果解除限制器，全力擴張的領域威力能夠毀滅整座城鎮。俄羅斯人，五歲生日時能力覺醒，父母慘遭不可觸的能力殺害，無助之時被黑手黨抓去拍賣會，後被比利救出。
新輪迴中，是名時裝模特兒。起初是為了父母和大家開心，是因為能接觸到各式各樣的人，但是走在這條路上卻是越來越碰觸不到重要的人，差一點在被人圍繞的廣場覺醒否定能力，不過可露露引開人們才避免提早發生。在時裝秀的最後一件服裝展示時能力覺醒，釋放霧氣遮住觀眾的視線並讓圓球框起，最後啟動全像投影讓時裝秀以及觀眾安然無事。
諸神黃昏結束後繼續擔任模特兒及偶像藝人，在風子忘記婚禮時調用直升機去接風子。
一心／山岡春歌
生日3月27日。UNION的No.6，否定者，擁有異能「不壞」（Unbreakable）。他對象，強制發動型。能夠否定物體的損壞。看似是穿著日式鎧甲的大漢，打造了不死使用的日本刀、強化了古代遺物「如意金箍」等，受能力強化的物體上會刻有「不壞」二字。
真身為23歲的女性，「一心」是「不壞」的異能者作為鐵匠代代相傳的名字，目前為第十三代，當比利與部分UNDER成員強奪圓桌時不慎被子彈擊中而差點送命，既使急救當下也不肯脫下盔甲。
初代名為「山岡鐵舟」，曾打造不壞鎧甲達成無血開城。
新輪迴裡是個還未繼承能力、力氣很大的嬰兒。在風子等人跳過課題後，已長大成人，成為「不壞」否定者，為托普製作鞋子，然而卻讓他逃跑，令抓捕不到托普的她非常氣憤。
托普·布魯·史帕克斯（聲：岡本信彥）
生日8月21日。UNION的No.7，否定者，擁有異能「不停止」（Unstoppable），自對象，強制發動型。能夠否定加速的停止，一旦以一定速度跑動，試圖停止時就會被以數倍的力量推動。穿著運動服的15歲少年，出身自巴西的貧民區，在參加田徑選手的選拔時，本想放棄比賽讓朋友們贏而停下跑步，反而使能力發動，使三位朋友一人重傷兩人死亡。
新輪迴裡由風子和春歌聯手阻止悲劇，但因母親身染怪病而被居民們隔離至樹林中，對人生的心態與前一輪迴相比起了極大變化。「不停止」的規則本為身體損傷才停止，現變為只要踢壞東西便能停止。
尼柯·弗格爾（聲：遊佐浩二）
生日7月10日。UNION的No.8，否定者，擁有異能「不忘」（Unforgettable），自對象，強制發動型。無法忘記從獲得能力之時以來所有每時每刻的心理情感與生理感受等記憶。能力的副作用是精神會被逐漸累積的龐大記憶訊息壓垮。研發記憶共享裝置，在世界規則發生變動後，讓組織成員仍可記得變動前的世界原貌。
組織的技術者，在組織中有自己的實驗室。研發眾人的裝甲與通訊裝置。本人使用身邊常駐懸浮的11枚通用終端，也有一定的作戰能力。
在妻子市子臨終一刻才覺醒「不忘」，與妻子過往相處記憶逐漸消失的同時，清楚記得的唯有市子因「不眠」衰弱致死的臉。在魯因刻意讓葛思特讓他見到他死去的妻子後，令自己原先想弒神的內心動搖，便決意臣服於神並背叛組織，於內部發動襲擊。
與不死展開對峙，過程中被安迪發現周圍的儀器存放有尼柯與妻子的回憶，因此被安迪一口氣打壞所有儀器而失去自我，被葛斯特趁機附身奪走身體。
新輪迴中，還未是否定者，但在風子的勸誘與前次輪迴的自己所做的設計圖驅使下，依然以超群的技術力成為UNION的科技主任，支援風子等人。於204話中因方九龍與市子的犧牲而覺醒不忘（後復活），因在市子犧牲前說出默示錄，碰觸並獲取到默示錄的記憶。
形象參考尼古拉·特斯拉。
重野力（聲：村瀨步）
生日11月30日。UNION的No.11、新UNION的No.12。否定者，擁有異能「不動」（Unmove），他對象，強制發動型。停止四肢活動時可否定視線範圍內各種事物的運動。
17歲的日本高中生，否定者的身分暴露後被抓到郵輪上的黑市拍賣，之後被捲入UNION和UNDER的能力者爭奪。答應加入UNION後輟學。
國中一年級某日跟家人出門時能力覺醒，讓力回頭看爸媽時讓爸媽固定在斑馬線上，慘遭卡車撞擊，爸爸當場死亡，媽媽（聲：中原麻衣）住院一個禮拜後也去世了。
新輪迴裡，雖然覺醒了能力，但風子等人成功阻止悲劇的發生，父母也依舊存活，順利學期畢業後加入了組織。

#### 前圓桌成員
波伊德·波爾庫斯（聲：乃村健次）
生日1月17日。原UNION成員、新UNION的No.3。否定者，擁有異能「不可避」（Unavoidable），他對象，強制發動型。能夠否定目標閃避自身攻擊的行動。
曾經是拳擊手，在比賽時能力覺醒誤殺對手而被禁賽，後被UNION招攬。與沈一同前去殺死安迪跟風子，但被安迪以部位彈爆頭戰死。
新輪迴中，風子作為守壘戰的對手向其挑戰，因對風子感興趣而同意與她進行戰鬥。並與不動用「不幸」的風子全力交戰，並在對戰中覺醒了「不可避」。在與風子的全力戰鬥後，波伊德作為前線戰力被風子招攬入組織，並因為同時滿足了課題而加入了組織。
吉娜·錢伯（聲：悠木碧）
生日4月28日。原UNION成員、新UNION的No.2（安迪回歸後自行交接讓位）。否定者，擁有異能「不變」（Unchange），自對象，任意發動型。能夠否定物質的變動，藉此製造空氣牆或是使湖水浮空。真實年齡66歲。
五十年前曾捕獲安迪，卻不小心喜歡上他。安迪被關押十年之後逃脫，再過四十年再次見面時兩人不得不決一死戰。最終吉娜被UFO的激光攻擊倒地，在安迪獻上最後一吻後死去。現異能已由世界上其他人繼承。
在輪迴中，風子一行人約束了伴隨吉娜覺醒「不變」產生的能力失控。後配合UMA「文秋」與古代遺物「靈魂口徑」的力量進入了風子的過去，從前次輪迴的自己那學到了控制能力的方法。
諸神黃昏結束後成為一名畫家兼風子的跟班。
市子·眠
生日3月18日。否定者，擁有異能「不眠」（Unsleep），自對象，強制發動型。能夠否定自身的倦意與睡眠。
尼柯的妻子。擁有一頭凌亂的長捲髮，穿著只會扣住胸前的襯衫，嘴角有顆痣以及用瀏海遮住因能力而失眠形成的黑眼圈，左撇子。不太洗澡認為浪費時間。本身是名科學家兼圓桌之一，起初尼柯不太喜歡她，認為否定者是知識落後的偽超能力者，之後靠著實力證明自己。哭著說被尼柯欺負時，其他人就會修理尼柯。在她生日時，尼柯送的禮物是電椅，以通電大腦混淆黑眼圈的位置，顛倒至眼皮形成眼影的樣子。
因為不眠的原因日漸衰弱，生下孩子後死亡，引發尼柯能力覺醒，使他永遠無法忘記妻子的死。
新輪迴中，受風子幫助阻止了因為不眠而發生的墜軌意外，並被邀請加入組織。使用風子提供的古代遺物「靈魂口徑」習得靈魂出竅的能力，讓肉體在「不眠」的影響下也能入睡。

#### 一般成員
穆（聲：石川由依）
生日4月7日。UNION成員，普通人，沈的部下。
在沈一度死亡時得到他的異能「不真實」。新輪迴中，受沈指導武術後實力遠高沈，就連方對於她的實力也讚嘆不已。參加天擂賽是為了冠軍獎品的藥丸給生病的弟弟治病。被風子拿來做這次輪迴「不真實」悲劇的導火線。
米可·弗格爾（聲：根本京里）
尼柯實驗室的No.2。尼柯的女兒，能力僅次於尼柯的科學家，最喜歡尼柯，但如果在在實驗室裡太黏他的話就會被罵，所以忍得很辛苦，喜歡的類型是比爸比更聰明的人。與其他成員擔任知識庫，在世界的「規則」發生變化時，藉由記憶共享裝置為否定者提供情報。
波（聲：山口令悟）
尼柯實驗室的成員。能力僅次於米柯的科學家，挺在意米柯。不過他對沒怎麼努力就能當上No.2的米柯更多感到的是嫉妒。每天都會想「這傢伙果然讓人火大」。
薩克（聲：柳田淳一）
尼柯實驗室的成員。有嚴重呼吸道疾病，尼柯製作了治療疾病的面罩，而後得到改善。雖不戴也沒關係，但還是會一直戴著。
巴（聲：野川雅史）
尼柯實驗室的成員。波的父親，和尼柯是同期生。在新輪迴裡，是突然被風子帶到組織並協助風子。管理組織並收集否定者名單情報。
蘭古（聲：佐藤悠雅）
尼柯實驗室的成員。總是處於宿醉狀態，總會睡過頭，幹活很快。
波秋（聲：松重慎）
尼柯實驗室的成員。蘭格的小弟酒友，總是宿醉。

### 「UNDER」
東立譯為「下界」。
比利·阿弗雷德（聲：小山力也）
生日11月13日。原UNION的No.3、UNDER的No.1、新UNION的No.4。否定者，擁有異能「不公平」（Unfair）。能夠否定一人只擁有一種能力的公平性，可以透過讓否定者敵視自己來複製否定者的能力，包括「不平衡」「不變」「不死」「不停」「不正義」「不定」等。面對默示錄提出的課題打算無視犧牲、利用一切手段達成。在「不滅」阻止風子的輪迴時，出手幫忙。
新輪迴中得知，在上一輪的世界因雨林戰爭中圓盤已被己方奪走，而被遺棄於雨林，與同樣被遺棄雨林而發瘋的「不減」庫利德對峙，過程中覺醒「不公平」。後自己自稱「不可信」加入組織，但由於認為組織的人都不是該投身於戰鬥的人，所以決定另創「UNDER」同時背叛組織讓組織成員憎恨自己來得到所有人的能力。「不可信」不是否定能力，而是比利利用那精準的跳彈射擊技巧製造的，是比利為了加入組織自己創的「假」能力，同時加上當時說的「尋找可以信賴的同伴」也有「自己是不能相信的」的隱喻。輪迴後因風子的干預，讓「不公平」發動的條件從「讓對方敵視自己」變成「自己認同對方的強」。在拔槍對決中輸給了風子，於是帶著泰拉加入了組織。
泰拉
生日5月24日。UNDER的No.2、新UNION的No.6。否定者，擁有異能「不通」（Untell）。自對象，強制發動型，會否定自己的身體所能採取的一切通訊手段，也能夠否定試圖用任何方式透過自己身體的物質（可以用來擋下攻擊），不過無法否定以呼吸體溫心跳這類跟維持生命現象相關的狀態進行通訊。喉部受損的通訊兵，無法說話，必須藉由裝置發聲。是比利當傭兵時的夥伴，與比利一起建立UNDER的成員。
新輪迴中得知，泰拉在雨林戰爭時與比利所在的軍隊一起對抗庫里多所在的軍隊，當某次偵測到敵方要攻擊自己方的醫療帳篷時，覺醒了「不通」，使泰拉只能眼睜睜看著自己的夥伴被戰車炮擊。但在這次輪迴中有風子出手相救。
庫利德（聲：安元洋貴）
生日10月20日。UNDER的No.3、新UNION的No.5。否定者，擁有異能「不減」（Undecrease）。能夠否定彈藥的減少。使用各種軍火的高大男性，加入UNDER的目的是盜國。左手臂曾被塔奇安娜的「不可觸」領域給壓毀，之後裝了一台機關槍。
新輪迴中得知，庫里多與上級協定過「只要把子彈打完」便讓庫里多與其部下從雨林戰爭中撤退回家，而與比利和泰拉所在的軍隊敵對，但在戰爭中覺醒「不減」的能力，而來到戰場的上級見此狀況便以庫利德「不夠圓滑」等理由拋棄他們於戰場上。這一次輪迴，庫利德在被拋棄後立刻倒戈到了風子一方。
利普·崔斯坦（聲：梶裕貴）
生日9月17日。UNDER的No.4、新UNION的No.11。否定者，擁有異能「不治」（Unrepair）。能夠否定目標對傷口的治療行為，但像安迪以攻擊為目的的再生則無法否定。雙腳是古代遺物「走刃腳」，使他能夠高速移動，並利用踢擊製造大型的刀刃。曾是全國最年輕的醫生，18歲便取得醫師執照，傳聞有神之手之稱。與菈朵菈、菈伊菈是青梅竹馬，也是菈伊菈的戀人。由於醫治菈伊菈時能力覺醒而無法治癒而逝世。事件後自此執著於得到方舟（Ark）並打算輪迴，再次治癒菈伊菈。敗於安迪後，告知其下次輪迴一定要當夥伴。
新輪迴中由於風子在他覺醒能力後代替他完成菈伊菈的手術的緣故，因此菈伊菈在這次輪迴中存活了下來，且在這次輪迴中走刃腳變成由他和菈朵菈各使用一隻（利普使用右腳，菈朵菈使用左腳），在菈伊菈痊癒後同時和姐妹倆成婚，並於婚後正式與兩位妻子一同加入了組織。
友才（ゆうさい，聲：上坂堇）
生日10月21日。UNDER的No.5、新UNION的No.9。否定者，擁有異能「不拔」（Undraw）。能夠否定物體間的分離。在與UMA「恆春」的戰鬥中阻止了櫻花落下。
最早出現在安野雲的回憶中，是安迪學習居合斬時的師傅。對安迪有好感。
新輪迴中，與UMA對峙僵持一周時被風子所救並加入了組織。
方九龍（聲：森川智之）
生日10月1日。UNDER的No.6。否定者，擁有異能「不老」（Unfade)，自對象。能夠否定身體的衰老。雖擁有「不老」的異能，但得到時已經80多歲了，所以維持著80歲的樣貌活到了170歲。
使用中國武術的格鬥家，加入UNDER的目的是收集古代遺物，擁有古代遺物「隨心鐵桿」，靠著古代遺物的副作用年輕了150歲。因為對少年的沈的鬥志感到興趣而成為沈的師傅。所創造的流派叫做「真八極」。經UNION調查，身高約為165公分。
新輪迴裡，更早便成為否定者並纏上了擅用能力的風子，一心想要與風子戰鬥，在風子的唆使下，收養了年幼的沈與梅。
再語彙討伐戰中，被尼柯以「詞語接龍」的形式召喚並協助其對付UMA語彙，過程中展現出對自身靈魂的理解，其實力更是進一步提升。在語彙討伐戰中不同於選擇保留能力復活的市子，他選擇將能力傳給穆，讓自己變回普通人，認為要成為最強就必需跨越「時間」，選擇對上第三型態的時辰，也因此與時辰對戰時因對方的能力而老化。
番場圓陣
生日5月4日。UNDER的No.7、新UNION的No.13。否定者，擁有異能「不燃」（Unburn）。能夠否定燃燒。穿著校服的年輕人，嘴裡刁著似菸的東西。
在成為否定者前是一名拉麵師傅，在成為否定者後由於能力特性，在加入UNDER期間如果需要煮拉麵會交給利普代勞，用其秘方煮出來的拉麵被風子稱作世界第一。擅長打架和做拉麵。
在上一個輪迴中，想為自己的媽媽煮一碗最滿意的麵時得到了能力，使圓陣直到媽媽過世時都未能給她吃自己煮的麵。新的輪迴裡，在風子的幫助下，成功用電磁爐做出護理餐型的拉麵並送給住院中的媽媽品嚐。
來栖貞子
生日3月6日。UNDER的No.8。否定者，擁有異能「不貞」（Unchaste），他對象，任意發動型。能讓視線內的人變成俘虜，但對方會襲擊自己，對不懂戀愛或有著真愛的對象無效。被其他人稱作來來(くるる)，曾經是偶像。
新輪迴裡是炙手可熱的頂尖偶像。與楓曾為團體，被知名事務所挖角，來來便與對方提起連同挖走楓，但是被楓認為自己是累贅而親手送走來來。一直擔心楓。
在遇到風子等人前已經是「不貞」，風格從可愛變得龐克，UMA「靈魂」將力量給予來來並能與其內心對話，使得「不貞」的能力變為否定最愛之人的回憶，進而影響到利普等人。加入組織後，風格回到可愛。
菈朵菈·米拉（聲：長谷川育美）
生日9月9日。UNDER的No.9。否定者，擁有異能使「占卜必定失靈」的「不可信」（Untrust）。所說的結果必然與實際相反，能夠有限地預測未來，或許是能力的應用，她也可以改變自己所認知的攻擊軌跡。與利普搭檔的美麗女性。喜愛日本酒，酒量非常好（但第二輪迴似乎變差了）。曾經是當紅占卜師，精通手相、塔羅牌等各種占卜，占卜成功率為100%。妹妹菈伊菈為利普的戀人。
在上一輪中，於利普為菈伊菈開刀前，欲占卜出最適合開刀之日覺醒否定能力，導致那天成為最不適合開刀的一天，使菈伊菈死亡，和利普一同加入UNDER。
新輪迴中，在孩童生活第一次得知菈伊菈患不治之症，獨自一人哭泣時，被風子找上，風子要求她努力鍛鍊占卜，菈朵菈相約十六年後見，屆時將告知三人的未來及能力。十六年約到，風子隨便去了間咖啡廳，菈朵菈透過占卜算出風子位置前往赴約。在風子幫助下成功覺醒「不可信」並且救活菈伊菈，後與菈伊菈一同嫁給利普。
巴克斯（聲：木野日菜）
生日2月26日。UNDER的No.10。否定者，擁有異能「不出」（Unback），自對象。拘束型能力，能夠將物體包覆在某種無法脫離的特殊物質，物質中的空間貌似相連。穿著兔子裝的孩子，喜歡別人叫他兔兔，句尾「喏啦」。
新輪迴中解決「不貞」後，被菈伊菈及波伊德帶離孤兒院。
尚恩·達茲（聲：白石兼斗）
生日6月12日。新UNION的No.10。否定者，擁有異能「不可視」（Unseen），自對象，強制發動型，閉上雙眼時能夠否定自己的身影，不過無法隱藏自己認為不需要的配件。本為默示錄的課題之一，捕獲的報酬為UMA呼喚（Call）的位置。曾隸屬巴西黑幫的18歲青年，加入UNDER後移植了第三隻眼來克服能力的缺陷。原本在戰鬥中因沒有安野雲的存在而襲擊風子成功，但在安野雲的提醒下被安迪所殺。
新輪迴中得知，他的夢想是受到了一直在電影中擔任配角的爸爸的影響，而想成為跟爸爸不同的主角，然後在面試演員時覺醒「不可視」，導致他只能放棄夢想，自甘墮落。在這次的輪迴，被風子等人抓住而加入了組織。在風子的鼓勵下，能力從「只能不可視自己」進化成「可以讓觸碰的伙伴一起不可視」，但不信任的人則無法。經過吉娜的特訓，可以讓儀器也無法感測自己。

### 新「UNION」
位子依照點數多寡來分配。能由風子向默示錄口頭轉讓給其他否定者來解決課題。
出雲風子
No.1。「不運」的否定者。
吉娜·錢伯
NO.2。「不變」的否定者。
波伊德·波爾庫斯
No.3。「不可避」的否定者。
比利·阿弗雷德
No.4。「不公平」的否定者。
庫利德
No.5。「不減」的否定者。
泰拉
No.6。「不通」的否定者。
菲爾・霍金斯
No.7。「不感」的否定者。
沈子安
No.8。「不真實」的否定者。
友才
No.9。「不拔」的否定者。
尚恩·達茲
No.10。「不可視」的否定者。
利普·崔斯坦
No.11。「不治」的否定者。
尼柯·弗格爾
NO.12。「不忘」的否定者。
市子·眠
NO.13。「不眠」的否定者。
重野力
No.14。「不動」的否定者。
番場圓陣
No.15。「不燃」的否定者。

### 其他否定者
維克多（聲：中村悠一）
當安迪從額頭上拔出卡片時，就會出現另一種人格。他的戰鬥力和再生力都遠遠高於安迪。沈承認他是曾經在無數戰場上帶來勝利的“勝利之神（Victhor）”。實際上他本來就是主人格，正在努力奪回被安迪劫持的身體的控制權。性格好戰。在戰鬥中，他會使用各種利用自己不死的能力，例如凝固自己的血液並將其用作刀片進行攻擊。
與茱伊斯一樣為多次輪迴的經歷者，但與朱易絲不同，每次都是親眼見證舊世界終結及新世界誕生。因為希望茱伊斯不再痛苦，而試圖殺害茱伊斯，卻反被她以記憶封印。
原本視安迪這個人格為多餘，但逐漸認可他。為了陪伴不再輪迴的茱伊斯走到最後，以『新輪迴不再出來』跟安迪交易出來，手持神盾護衛茱伊斯到最後。
茱伊斯死後，終於意會到自己喜歡茱伊斯，拿起「反叛者」負責阻擋薩恩。
在新輪迴的諸神黃昏中，透過維克多的靈魂記憶使茱莉亞覺醒「不正義」，在安迪分身即將與本體合而為一時，被恢復記憶的利普利用「不治」切割靈魂，使安迪與維克多成為分別的個體。
安野雲／九能明（聲：內山夕實）
生日11月3日。否定者，擁有異能「不明」（Unknown），自對象，強制發動型。否定自身被他人的認知，觸碰不到他人、所做的行為和造成的影響都不會讓其他生物察覺到自身的存在。身分是超長篇愛情喜劇漫畫《想傳達給你》的原作者，持有古代遺物「G Liner」知曉過去和未來的情報，並且能夠利用G Liner將一件畫出的東西化為實物，但副作用就是被強制「不明」。為了顛覆未來，把所知情報畫成漫畫，並以G Liner創造了名為「安野雲」的分身代替本體「九能明」行動，同時兼任本作品故事前半段的旁白。
故事20年前將漫畫投稿至集英社後一舉成名並開始連載，此後大部分時間都用無聲電話和書信跟日本的責編聯絡，目前在加拿大史丹利公園內的住處創作。曾看見沒有安野雲的存在下風子被尚恩襲擊身亡，所有否定者全面敗北的結局。
新輪迴中，因為撿到古代遺物的日期曾記在漫畫上，因而得到風子阻止而未撿起古代遺物，也因此沒有成為否定者。
但後來為了能在保住風子性命的情況下取得「爭鬥者」，利普將G線筆交給他讓他畫出Life is Strange好讓風子在心臟被取出的瞬間能被治癒，結果因此導致他再次成為否定者。
建築師
否定者，異能「不均衡」（Unbalance），他對象，任意發動型。能否定被視為建築物的平衡，必須左右手其中一隻來觸碰才能發動。如果是城鎮或都市的大型建築物，觸碰道路便能否定周圍平衡。關於建築物相關的造詣深淺，將會否定能力的多樣性。目前只有比利辦得到，他複製的建築師否定者則無法。
路恩
否定者，擁有異能「不滅」（Unruin），自對象。自稱不被神所愛的否定者，胸口有著太陽刺青、如吸血鬼般的男性。擁有反社會人格，是神的支持者，在最後的課題結束前，到處屠殺無辜人。
在UMA「恆春」的課題完成後，突然出現並刺殺風子。似乎認識安迪，對安迪有出乎異常的執著。身邊有著血與影的UMA，稱是三心一體，只要自己不死就無法消滅血與影。皮膚有著被太陽照射會燒傷的體質。
新輪迴中外表為短髮（右黑左白）、左臉及左肩有著傷痕，是UMA「靈魂」所派來的刺客。於塔奇安娜變為「不可觸」後出現並弄傷重野力的雙眼，被風子拿下頭部讓吉娜使用「不變」，然而已經知曉靈魂技巧使身體復原。
露西
否定者，擁有異能「不健康」（Unhealthy），自對象，強制發動型。否定自身的健康，使身體保持體弱多病的狀態。安迪在追蹤魯因時遇見的少女。由於出色的想像力，在「鬼魂」的規則追加後，掌握了操控靈魂的技巧。
除津建二
否定者，擁有異能「不可避」（Unavoidable），他對象。可以否定目標的迴避，在抽獎時抽到想要的獎項。新的輪迴中得知，是不可避之前的擁有者。一名居住在日本琦玉的98歲老人，過世後不久波伊德於比賽中覺醒了能力。
山岡一心
第十二代一心，春歌的爺爺，否定者，擁有異能「不壞」（Unbreakable）。與兒子、孫女居住於春日村。起初拒絕風子的邀請，但是得知春歌在前次輪迴保護比自己性命還要重要的風子時答應加入組織。多年後，逝世且異能已轉移給春歌。

### 其他人物
明石楓
風子的母親。新輪迴裡是沒什麼人氣的年輕偶像，與來來曾為團隊。為了觀眾而登上舞台，擁有好歌喉（能刻意扯開嗓子為年老觀眾整骨）。有在咖啡店打工，但是手腳笨拙，所以常常打翻東西，老闆也習慣。
出雲雷太
風子的父親。新輪迴中還未與楓結為夫妻。煙不離身，但是在楓面前不抽煙。透過習慣來躲過楓的各種冒失，很關心楓。
梅
沈的妹妹，被方視為刺激沈的工具而死。在新輪迴裡，找上風子等人，希望方曾提過的風子可以救下沈。風子為了避免梅再次變成覺醒「不真實」的犧牲品，在擂台賽開始後就被比利用「不變」保護起來。
維羅妮卡&貝蒂·阿弗雷德（Veronica & Betty Alfred）
比利的妻女，在意外中喪生。新輪迴裡，一同到UNION。對上「不貞」時得知維羅妮卡會抽煙，曾是傭兵且與比利為敵對。
涼（聲：駒田航）
重野力的同校好友。
菈伊菈·米拉（聲：市之瀨加那）
菈朵菈的雙胞胎妹妹、利普的戀人。從小心臟就不好，活的日子不長。讓利普決定成為醫生的主因，然而利普與拉特拉的能力覺醒，因而無法救治而逝去。希望他們在她死後能去救治更多人。利普執著於方舟（Ark）打算輪迴再次治癒她。
新的輪迴裡則是在利普覺醒能力後，改由風子操刀，成功活下來後與姐姐拉特拉一起成為利普的妻子。
安娜
茱莉亞的同校友人。

### 「UMA」
要是對人類有興趣抑制力量，神便會強行激發忘乎本意。分為兩種類型：概念系UMA和現象系UMA。據稱，概念系的UMA是上帝的寵兒，似乎看不起現象系的UMA。絕對規則為諸神黃昏戰敗後被選出來的永遠不會消失的規則，擁有無法撼動的力量。
196話中所述UMA中第一個誕生的為「靈魂」，之後的UMA皆是透過「靈魂」衍生出的能力。
躍進（Move，聲：山本祥太）
「移動」的UMA。能打破空間，連接兩個地點進行長距離移動，是UNION組織的移動手段。
新輪迴裡跟著風子行動。因為想看是一條命的否定者是怎麼用最好最快的方法對付敵人，所以安迪的分身出場並重創UMA病懨時，便把它送回主控室。另外，在利普、比利被「不貞」中招時，將菈朵拉、維羅妮卡送過去，都是因為有趣。常喝可樂配爆米花看戲。
克羅賽斯（Cloths，聲：福島潤）
「衣服」的UMA。可以變成任何衣服和飾品，會附身到人類身上變成那個人最想要的衣服，並控制穿上它的人的身體大鬧。在試圖逃離組織時被安迪捕獲，被風子暱稱為「克羅（小克）」。
崩壞（Spoil，聲：飛田展男）
「腐敗」的UMA。捕獲而報酬為否定者「不治」（Unrepair）的位置。在美國Longing小鎮出現，會對領域內的人刻上倒數計時，計時減少身體就會腐爛變成殭屍，抱持希望計時就會增加。變成第二階段時能發射讓物體腐壞分解的雷射光，並讓接近它身體的人急速腐爛。
在新輪迴裡，為討伐而報酬為古代遺物「如意金箍」的位置，一瞬間被跳過的課題之一。
銀河（Galaxy）
「銀河」的UMA。失敗的課題所追加的懲罰。要點為出現了一堆地球似的存在，隨之而來的是與星球相關的神話與星期等系統，也誕生了被稱為外星人的地外生命體概念。次輪迴為絕對規則之一。
燃燼（Burn，聲：綿貫龍之介）
「燃燒」的UMA。全身火焰的巨人，在課題中被捕獲，報酬為追加第11人的席位。但在比利叛變時為了奪取圓桌而被放出。新輪迴裡為討伐而報酬為否定者「不死」的位置但風子選擇跳過而懲罰為追加UMA「鯊魚」(Shark)。後來再次出現課題為捕獲而報酬為古代遺物「寂靜之聲」（Slient Voice）的位置。
鬼靈（Ghost）
「鬼魂」的UMA。成功捕獲UMA「文秋」而追加的UMA。出現後抓住幽靈風子，並受到路恩所殺害人們的靈魂吸引，與路恩為友。打算在幽靈風子熟成後再吃。
吞噬（Eat）
「吃」的UMA。捕獲它而報酬為否定者「不燃」（Unburn）的位置。
往昔（Past）
「過去」的UMA。捕獲而報酬為古代遺物「叛亂」（Rebellion）的位置。
凱因（Cain）
一頭巨大的虎鯨，能將人甚至是建築物吞入腹中，在海中移動，是UNDER組織的移動手段。
公轉（Revolution）
「公轉」的UMA。如四季的課題未完成所追加的懲罰。實際上此公轉最終會令地球越來越靠近太陽，最終導致毀滅。雖然並未追加，但殺死3隻季節進而引發類似公轉的情況。
文秋（Autumn，聲：齊藤貴美子）
「秋天」的UMA。捕獲而報酬為追加UMA「鬼靈」（Ghost）。在加拿大史丹利公園附近出現，巨大的蜘蛛型怪物，被它的爪子攻擊的人會變成書本，外殼的盔甲非常硬，並且具有再生能力。吸收了分體後變成第二階段，可以把人類以外的東西也變成書。
新輪迴中為討伐而報酬為追加第三席。如失敗懲罰為追加UMA恐龍。
仲夏（Summer）
「夏天」的UMA。討伐而報酬為否定者「不變」（Unchange）的位置。在台灣台北101大樓出現，會吃火藥成長的蟲型怪物，有許多隻同時存在。在第二階段變成巨龍外型，所有腹部的鱗片都是核心，只要不同時破壞就會不斷再生。
新輪迴中為捕獲而報酬為古代遺物「丑角」（Harlequin）的位置。
凜冬（Winter）
「冬天」的UMA。討伐而報酬為古代遺物「追憶」（Remember）的位置。在土耳其亞拉拉特山出現，漂浮於空中的巨大冰晶。文秋死後，失去夏天抗衡的凜冬造成「冰河現象」，使氣溫持續下降。為了打倒凜冬，風子以自身作為籌碼與比利交涉，在風子答應加入UNDER後，被比利用燃燼當場殺掉。
恆春（Spring）
「春天」的UMA。討伐而報酬為古代遺物「神盾」（Aegis）的位置。在日本東京出現，背著木箱的鬼，能讓碰到散落的花瓣、或是待在它領域內30分鐘的人變成櫻花樹。持有與賭博相關的各種古代遺物。過去櫻花作為象徵死亡的「凶兆」，因而被人類覺得不祥而憎恨，因此斯普林執著於運氣勝負。與風子對話後變為第三階段，賭上了十萬人的性命進行勝負。
鮮血（Blood）、陰影（Shadow）
「血」、「影子」的UMA。與路恩一同行動。
白雪（Snow）、急旋（Spin）、大氣（Atmosphere）
「雪」、「旋轉」、「大氣」的UMA。為了減緩靠近太陽而捕獲。
乾渴（Thirst）、昆蟲（Insect）、重力（Gravity）、岩漿（Magma）、刀切（Slice）
「乾燥」、「昆蟲」、「重力」、「岩漿」、「片」的UMA。安迪前往尋找路恩時，所遇上的UMA。不過很快就被安迪解決。
封符（Seal）
「封印」的UMA。為了對付破壞世界運行規則的安迪，受到神的調整而誕生。身上纏繞著繃帶，能將被繃帶纏繞的事物封印入自己體內並且化為己用。自稱「UMA之王」。
寶石（Jewel）、飛濺（Splash）、炸彈（Bomb）、克勞德（Cloud）、色彩（Colour）
「珠寶」、「濺」、「炸彈」、「雲」、「顏色」的UMA。被UMA封符封印且使用其力量。
UMA「色彩」在次輪迴裡於重野力的學校出現,，推測為討伐任務，在被重野力以「不動」定住後，被風子一掌轟成碎片。
灼熱（Heat）
「熱」的UMA，毀掉吉娜故鄉的兇手。
停止（Stop）、和善（Kindness）
「停止」、「仁慈」的UMA。新輪迴中首登場的初課題。討伐而報酬為古代遺物「走刃腳」的位置、捕獲而報酬為否定者「不治」的位置。風子選擇跳過而懲罰為追加UMA「鬼靈」。
龍卷（Tornado）、蟹（Crab）、鯊魚（Shark）
「龍捲風」、「螃蟹」、「鯊魚」的UMA。新輪迴裡跳過課題所追加的懲罰。
戈爾德（Gold）、普拉齊納（Platinum）
「黃金」、「白金」的UMA。出沒於茱莉亞的學校裡。黃金的UMA能製造出含黃金的物品，使他人成為俘虜。各自被風子、吉娜、沈擊敗。

##### 「絕對真理」
透過UMA躍進得知位於太陽內部的主控室（Master Room），坐著刻有太陽的方舟（Ark）。因被安迪的靈魂牽制而無法離開太陽內部，只有被選為課題對象時，才能強制傳送出去。當「諸神黃昏」到來時，絕對真理便回歸到薩恩。
靈魂（Soul）
「魂魄」的UMA。No.1。外貌為下巴有著痣的男性。為露娜所製造的第一個UMA，能抵達露娜所在的月亮，與她一同觀看風子等人討伐狂獸。
死亡（Death）
「死」的UMA。No.2。外貌為穿著似修女服的女性。具有生物一碰即死的能力。在諸神黃昏將要對上安迪。在茱莉亞覺醒不正義後，被維克多及安迪同時使用「死道」爆頭。
變化（Change）
「改變」的UMA。No.3。外貌為髮編雙股螺旋、身材姣好的女性，性格暴躁蠻橫且粗魯。稱吉娜為其容器。在諸神黃昏將對上吉娜。在茱莉亞覺醒不正義後，導致能力無法使用，被吉娜連同核心一同劈成兩半而亡。
幸運（Luck）
「運氣」的UMA。No.4。被No.2稱「小幸」，外貌為頭上有𖥞形狀光環的小孩。風子為其容器。在諸神黃昏將要對上風子。在茱莉亞覺醒不正義後，遭到風子以「魂凶彈」命中，在無法操作運氣的情況下，被UMA死亡誤斬首而死。
正義（Justice）
「正義」的UMA。外貌為穿著板甲。在諸神黃昏將要對上友才。第三型態是一個留著馬尾、穿着全身甲、拿著巨劍的劍士。在茱莉亞覺醒不正義，被介入戰鬥的茱莉亞轟爛鎧甲後，以西洋劍刺穿核心而死。
戰亂（War）
「戰爭」的UMA。No.6。外貌為穿著軍裝、半張臉為骷髏的男性。目標是「不公平（Unfair）」。在諸神黃昏將對上比利及泰拉。第三型態為一個全身綁滿武器，臉為骷髏的軍裝壯漢，具有無限製造熱兵器的能力。在茱莉亞覺醒不正義後，被茱莉亞用西洋劍將核心連同頭部一同貫穿而死。
時辰（Time）
「時間」的UMA。No.7。外貌為穿著西裝、手上拿著懷錶的老人。在安迪回到組織後，為了不讓「不正義」覺醒，無預警地加速時間並使組織未完成課題而提早發動懲罰「諸神黃昏」。在諸神黃昏將對上沈和穆。同沈與穆的戰鬥中遭到方介入，在茱莉亞覺醒不正義後，被失去不老能力的方貫穿胸口後捏爛核心，連同讓方老化的力量也被不正義否定，導致已經老化的方又恢復成年輕的樣子。
語彙（Language）
「語言」的UMA。No.8。外貌為頭上戴著似塔的帽子、戴著眼鏡、看著書的少女，是個病嬌。討伐而報酬為全世界語言統一。由尼柯完成，改變否定者以外的記憶與文明，語言統一為英語。
新輪迴中為討伐而報酬為追加兩個席位。被「不死」放出直接前往上輪獨自成功討伐她的尼柯，想再次雪恥。卻發現尼柯未覺醒「不忘」想透過殺害市子使其覺醒「不忘」，卻僅重傷市子。後對尼柯提議使用「單詞接龍」戰鬥：可使用地球初至末出現過的語言。每說出一個詞彙，那個詞彙將按照玩家想法具現。不僅比拼詞彙量，也需透過具現的物品進行攻防。從過往回憶中表示：自己在多次輪迴間，還沒使出招式戰鬥就先被打敗而記恨許久。
在詞語接龍的對決中召喚出了以靈魂想像出來的「太陽」及「月亮」對付尼柯，雖在過程中使得市子和方死亡，卻意外使尼柯透過默示錄的力量覺醒「不忘」，原先戰死的二人也被復活。
隨後，語彙讓「太陽」使用超新星爆炸企圖與尼柯同歸於盡，卻被其以組織開發的「對神破壞炮」合併結合蟲洞打進上位十理的圓桌之中。在想像出來的「太陽」被消滅後，語彙本人亦受到靈魂連結的傷害導致身體化作灰燼，死前以接龍----「結婚」來祝福尼柯與市子。
狂獸（Beast）
「野獸」的UMA。No.9。外貌為披著野獸皮的男性。新輪迴中為討伐而報酬為追加兩個席位。
在安迪與No.1交戰時被放出，立即前往托普與風子等人所在之地。趁風子等人與托普交戰時偷襲春歌，並吃下春歌的靈魂。透過靈魂獲取到「不壞」的能力以及春歌的記憶使用「不壞」交戰。能力為用靈魂連結野獸，以此操縱牠們。在風子、托普、春歌三人聯合圍攻下身體被打出一個大洞，成功完成討伐任務。
病懨（Sick）
「疾病」的UMA。No.10。外貌為長髮、裸上半身的男性。第一位出場的上位十理，出沒於利普所在的醫院。被利普、菈朵拉切半重傷，而後又被安迪的分身重創，被躍進送回太陽內部，而讓風子得以找到上位十理。為課題之一，因躍進從中干涉，而默示錄不將此算作失敗，報酬便是否定者「不燃」的位置。在諸神黃昏將再次對決利普和菈朵菈。被恢復記憶的巴克斯利用「不出」關住。

### 神
薩恩（Sun）
創造了規則及UMA，肯定著「世界」的存在。UMA靈魂稱其目的為「最棒的生命」。Sun即太陽之意。
露娜（Luna）
茱伊斯對著月亮開口並與其交易，將點數讓給安迪與瀕死的風子，讓他們跳躍至四季課題結束的日子。是位於月球上的不明人物，坐在圓桌（Ark）並告訴安迪「願月亮保護你們」。是創造了古代遺物（Artifact）的存在。然而第一個UMA靈魂是出自她手，不明白她為什麼給予人類這麼多的可能性，雖然其稱「這樣更有趣」，不知真正的目的。
新輪迴的後期，安迪回到組織且干涉時間來到「諸神黃昏」之時，看著組織對應薩恩而顯現她所不知道的「理的真正價值」。
Luna即月亮之意。

### 古代遺物
凡是觸摸到古代遺物會附帶與神或UMA相關的影像。
默示錄（Apocalypse，聲：杉田智和）
擁有自我意識的書本，是地球上最早發現的古代遺物（Artifact）。當圓桌的否定者全部都到齊時就會打開，會塞一些強人所難的任務，完成有報酬；失敗就是懲罰。然而不管是否有完成課題，依舊會迎來世界毀滅。
此外，如不接下課題選擇跳過的話，除了原定的懲罰外，圓桌外面的時間還會跳躍一年，這個特性在新輪迴中被風子利用，為的就是能在其他成員保持全盛時期的前提下，快速的到達每位否定者們剛覺醒能力的年代，以阻止他們的悲劇。
雖然表面上不願承認，但實際上很喜歡茱伊斯，甚至在新輪迴中風子打算讓茱伊斯加入組織時，還因為不想讓尚未覺醒能力的茱伊斯再次被捲入與神的戰鬥中而試圖阻止她。
石板
與默示錄同時發現，上有101個洞，每次受懲罰孔洞便會補上。位於第101的懲罰為「諸神黃昏」（Ragnarok）。
方舟（アーク，Ark）
就是UNION的圓桌，效果為在神毀滅世界時讓乘上方舟之人輪迴。茱伊斯便是利用方舟進行循環到下個世界，限一人搭乘。
圓盤（Disk）
一個看起來像是巨大UFO的古代遺物。能在空中自由飛行，具有隱形功能，還可以發射高功率光束。除了吉娜利用圓盤調查貝加爾湖的UMA之外，第101循環也見證了國家之間圍繞該圓盤的爭議。
金斗雲（きんとうん）
形狀像雲一樣可以飛翔的古代遺物。可以高速自由移動。為沈所有並使用。只有心地純潔的人才能乘坐它。
如意金箍（にょいきんこ）
出土於中國的可以自由伸縮的棍棒武器。持有者為沈。棒身兩端金箍為一心製作，材料為尼柯所製的緋緋色金，既有不壞之力亦能隨金箍棒的變化改變形貌，僅有金箍為不壞，棒身則不然。
黑斗雲（こくとうん）
方持有的似金斗雲的古代遺物。
隨心鐵桿（ずいしんてっかん）
方持有。與如意金箍配對的古代遺物。有四種變身和相應的秘技，可以進行諸如使用雙節棍或三節棍受到攻擊，或者用龍形火焰覆蓋對手並向對手釋放等攻擊。
走刃腳（ブレードランナー，Blade Runner）
利普持有。能夠釋放巨大的刀刃。
Life is Strange
利普從地下拍賣會盜取的古代遺物之一。使用者可對除自己外的人的身體進行以年為單位的時間操作。可操作的選項有二，返老還童或加速老化，作為代價，使用者會承受對方被操作時間的10倍變化。
靈魂口徑（ソウルキャリバー，Soul Caliber）
球形古代遺物，能抽取人的靈魂封進物體中。目前新輪迴裡，由市子持有並學習如何靈魂出竅，讓身體入睡。
G線筆（G Liner）
最初觸碰它的人會看見本次發生在過去與未來的所有事。
為某次的課題捕獲UMA「資訊」（Information）的報酬，「賦予現存的某件古代遺物一次過去與未來的情報」，但是如此一來今後的發展將十分無趣，於是神讓九能明成為不明，將攻略情報封鎖。
能力是將用其畫出來的東西實體化，能變出來的東西範圍相當廣泛，從普通的日常用品到活人，甚至連UMA的身體部位和古代遺物都能造出來，且不是空有外型，是連能力和副作用都能完整重現。
死亡遊戲（しぼうゆうぎ）
念珠型古代遺物。將持有者殺死的人收入並化作奴僕殭屍。主人遇到危險時會自動防禦以及沒有主人的命令就不能自由行動。
猿翁十種其五 陀螺（えんおうじゅっしゅそのご コマ）
恆春所持有的陀螺型古代遺物。將否定者的靈魂封入陀螺，並進行比賽，陀螺會反映對象者的能力。而陀螺的動作能照玩家的意思或自由轉動。如果陀螺在比賽中毀壞，那表示成為對象否定者的死亡。
光不賽（こうふさい）
恆春所持有的骰子型古代遺物。壓中單或雙就能奪走目標最重要的東西。
D2100
潛水艇型古代遺物。UNDER持有。搭載對付水中UMA的魚雷。如魚雷發射完畢則須使用者10年壽命，就能再次補充，不過利用庫利德的不減便能避開缺點。雖然僅限於海中，但有配備能感知存在於附近的UMA及古代遺物的雷達。
跟隨UNDER的UMA凱因認為D2100跟自己一樣為UMA，或許是這個原因，他經常將抓到的魚送給D2100吃，而放在甲板上。泰拉為此感到可惜，因此會殺魚並把其當作UNDER成員的美食。
交付者（エントラスター，Entra star）
菲爾戴在四肢上的人偶型古代遺物。它可以將使用者的情感轉化為力量。它可以發射激光束之類的東西，並轉變為岩石般的裝甲。
在新輪迴中則是取代了菲爾原先損壞的機械驅體，直接成為了菲爾的新驅體。
追憶（Remember）
卡片狀的古代遺物插在安迪的額頭，控制著記憶。有正面和反面兩種用途，但每個輪迴只能使用一次。如果選擇正面，則可以回復上一個輪迴的記憶，如果選擇反面，則將封印記憶。
三種心器（さんしゅのじんぎ）
可以達到神級的三件最高階古代遺物的總稱。都有強大的功效，但獲得卻極其困難。
反叛者（Rebellion）
附著型古代遺物，其位置被揭露作為捕獲UMA「往昔」的獎勵。擁有武器即可使用，其威力會根據使用者的複仇慾望而增強。然而，它需要使用者的生命作為代價。
神盾（Aegis）
盾形古代遺物，其位置被揭露作為討伐UMA「恆春」的獎勵。上個輪迴中擋住神的攻擊的無敵之盾，即使沉睡在深海數千年也沒有生鏽。然而，除非在2020年之前繼續克服挑戰課題並保護地球，否則將不可能發現它。它在諸神黃昏期間多次抵禦薩恩的攻擊，但最終被摧毀。
爭鬥者（Jihat）
與上兩個不同，茱伊斯從未找到過，因此風子猜測只會在第101次輪迴中出現，只能通過課題的報酬才能得到情報，且是後期高難度的課題。
然而直到新輪迴的諸神黃昏中，還未擁有任何情報，風子透過露娜及UMA「靈魂」的話中，推理出該東西所在「所有否定者中，最難以觸碰、最容易死亡、需要不停更換容器的人」，即為「不運的心臟」，位置是在風子的心臟裡面，一旦使用的話，就會失去所有記憶。

## 用語
否定者（ひていしゃ）
具有否定特定『規則』以獲得超凡能力或引起各種現象的超能力『否定能力（ひていのうりょく）』持有者的總稱。也被稱為能力者。
能力通常被稱為不○○（アン×××），被認為是混亂世界的存在，被組織視為捕獲和討伐的對象。通過被某種被視為『神』的超越存在賦予能力者能力，使他們成為能力者。在許多情況下，能力的發現時間對於當事人來說是最糟糕，造成親近的人死亡，失去生存意義等悲劇。當能力者死亡時，否定能力會轉移到他人身上。
要發動否定能力是需要細微的條件，而每位否定者的條件都各不相同。在否定者之間的戰鬥中，需要懂得對手的規則以找出漏洞並加以攻克。
可以分為以自己為對象的「自對象」和以自己以外的事物為對象的「他對象」。此外，有些能力是由否定者自行發動的，而有些則在滿足條件時會強制啟動。否定能力的規則受否定者本人認知影響，該能力也可能會成長或進化。
在組織於諸神黃昏戰勝薩恩後，否定能力、UMA（除了靈魂）以及古代遺物都被露娜消除，否定者也因此都變回了普通人。
對未確認現象統制組織"UNION"
一個秘密組織，專門打擊和管理否定者、古代遺物和UMA。通稱「組織(UNION)」。標誌是結合字母U和N的設計。有許多成員，包括戰鬥員和研究人員。當否定者或UMA造成損害時，也會進行民眾保護、記憶抹除和情報控制。
由十名否定者組成的團隊存在，被稱為『圓桌』。透過加入圓桌成員，否定者將被排除在追蹤之外，條件是他們對該組織做出了承諾。成員席次有座位順序，表現優異將得到分數並變動。除了成員死亡外，基本上不會有空缺。圓桌成員將獲得一套西裝、帶有語言翻譯功能的領帶、以及參與任務所需的標誌（徽章）。當第100條規則被追加後會引發『諸神黃昏』，地球將滅亡。因此，完成默示錄所提出的挑戰，防止規則在世界上被追加是組織的最大目標。
下界（UNDER）
UNION的敵對組織。將世界征服視為實際目標。與UNION相同，由11名成員組成的否定者團隊。每個成員都有自己的目標，因此組織形式僅通過彼此的信任關係維持。所有這一切都是為了否定者和殺神而存在，他們願意為此做出任何犧牲。
規則（ルール，Rule）
在作品世界中存在的『規則』。起初在地球上並不存在，後來才被“新增”，到第2卷時已經新增了99條規則。如果組織成員什麼都不做，每3個月規則就會增加一次。「性別（Sex）」、「語言（Language）」、「人種（Race）」、「死亡（Death）」、「疾病（Sick）」等等，在本來這個世界是不存在，後來新增的『規則』 就是其中一個例子。即使在現實世界存在的規則，也有在這個世界不存在的東西，例如初期作品中是沒有「太陽和月亮以外的天體」以及相應的與星星有關的「神話或星期概念」，但隨著UMA「銀河」的新增，世界也新增規則。作為報酬，『規則』有時會被修改，作為討伐UMA「語彙」 的報酬，「全世界語言統一」就被實現了。這導致作品世界中除了否定者之外的語言和文明被修改，全人類的語言統一為英文這一變化也發生了。
諸神黃昏（RAGUNAROK）
在與默示錄一起被發現在石板上的第101個最後的懲罰，在這個懲罰中，它代表否定者和太陽的最終決戰之意。如果人類失敗，地球將迎來滅亡。亦稱為『最終戰爭』。為了進行循環，必須在末日(Ragnarok)期間，防止「圓桌」被破壞，同時爭取啟動前的時間。
輪迴（Loop）
「諸神黃昏」是地球毀滅的現象。地球一度粉碎，然後再次集合重生，再次誕生出先前的地球。人們也是以前一個輪迴中的人物形象出生，但細節可能有所不同。使用古代遺物「方舟」的人可以到達下一個輪迴，而透過「不死」，維克多也可以克服地球的崩壞和重生。輪迴從很久以前就一再重複，茱伊斯為了從這個輪迴中解放地球組織「UNION」。茱伊斯在每次「諸神的黃昏」到來時，都會透過「方舟」進入下一個輪迴，並繼續與否定者對抗神。風子藉由能力召喚的隕石是上一次輪迴之前的遺留地球碎片。根據維克多的解釋，嚴格來說是「未來前往新地球的時空跳躍」。除了不死外，輪迴者將從人類可以存活的時代作為起點，但每次輪迴後起點都會被推移。起初，侏儸紀是起點，但到第101次輪迴時，目的地的時間已經流逝到約1800年。不死在新地球完成之前必須在真空的太空中，甚至是地球形成時期的熾熱環境中生存。
點數（Point）
進行輪迴所需的分數。完成任務、討伐UMA、逮捕UMA時會逐漸累積，但人類無法察覺。如果分數不足，則無法進行輪迴。此外，除了可以將分數轉移給其他否定者外，也可以以消耗自己的分數作為條件，向露娜提出一定要求。
想傳達給你（きみにつたわれ）
風子所愛的漫畫。作品中有時簡稱為「傳你(君伝)」。作者是安野雲。這是一部SF長篇少女漫畫，共101卷。
調整（レギュレーション，Regulations）
對於與任務無關自行大量擊敗UMA而遭到太陽所施加的制裁。在劇中，UMA「封印」被投入。另外，否定者的路恩也被投入作為調整的一部分。調整角色被送入來執行「擾亂場景的玩家或未履行任務UMA加以制裁和強化」作為任務，目的是平衡並迎接太陽。

## 宣傳
2021年4月30日單行本第6卷發售當日，開設特設網站，並公開由三石琴乃旁白的5條宣傳片。
2021年12月3日發售的第9卷單行本書腰上，印有《Fate/stay night》作者奈須蘑菇對本作的推薦。奈須蘑菇在推薦中大力讚賞作品的世界觀構造，指「公轉」登場的情節令他印象深刻。

## 出版書籍
| 卷數 | 集英社     | 集英社        | 集英社                 | 東立出版社         | 東立出版社     | 東立出版社                           |
| 卷數 | 副標題     | 發售日期      | ISBN                   | 副標題             | 發售日期       | ISBN                                 |
| ---- | ---------- | ------------- | ---------------------- | ------------------ | -------------- | ------------------------------------ |
| 1    |            | 2020年4月3日  | ISBN 978-4-08-882310-2 | 不死跟不運         | 2021年1月4日   | ISBN 978-957-26-6048-5               |
| 2    |            | 2020年6月4日  | ISBN 978-4-08-882330-0 | 我們否定           | 2021年5月6日   | ISBN 978-957-26-6049-2               |
| 3    |            | 2020年9月4日  | ISBN 978-4-08-882404-8 | 在我死前都無法治癒 | 2021年7月23日  | ISBN 978-957-26-6050-8               |
| 4    | Revolution | 2020年12月4日 | ISBN 978-4-08-882472-7 | Revolution         | 2021年11月18日 | ISBN 978-957-26-6252-6               |
| 5    |            | 2021年3月4日  | ISBN 978-4-08-882549-6 | 只要沒有忘記       | 2022年3月1日   | ISBN 978-957-26-6759-0               |
| 6    |            | 2021年4月30日 | ISBN 978-4-08-882596-0 | 想傳達給你         | 2022年4月18日  | ISBN 978-957-26-6760-6               |
| 7    |            | 2021年7月2日  | ISBN 978-4-08-882713-1 | 鐵山靠             | 2022年7月28日  | ISBN 978-957-26-7487-1               |
| 8    |            | 2021年10月4日 | ISBN 978-4-08-882796-4 | 我去去就回         | 2022年9月8日   | ISBN 978-957-26-8024-7               |
| 9    |            | 2021年12月3日 | ISBN 978-4-08-882874-9 | 喜歡是⋯            | 2022年11月28日 | ISBN 978-957-26-8394-1               |
| 10   |            | 2022年3月4日  | ISBN 978-4-08-883035-3 | 投注心力           | 2023年2月9日   | ISBN 978-957-26-9011-6               |
| 11   |            | 2022年5月2日  | ISBN 978-4-08-883096-4 | 死季               | 2023年4月24日  | ISBN 978-957-26-9996-6               |
| 12   |            | 2022年7月4日  | ISBN 978-4-08-883162-6 | 重新出發           | 2023年6月5日   | ISBN 978-957-26-9997-3               |
| 13   |            | 2022年9月2日  | ISBN 978-4-08-883228-9 | R.I.P.             | 2023年7月7日   | ISBN 978-626-347-364-5               |
| 14   |            | 2022年12月2日 | ISBN 978-4-08-883386-6 | 安迪               | 2023年8月10日  | ISBN 978-626-347-882-4               |
| 15   |            | 2023年2月3日  | ISBN 978-4-08-883425-2 | LOOP ~Time to Go~  | 2023年9月15日  | ISBN 978-626-360-380-6               |
| 16   |            | 2023年5月2日  | ISBN 978-4-08-883491-7 | 如果是我認識的你   | 2023年10月20日 | ISBN 978-626-372-091-6               |
| 17   |            | 2023年7月4日  | ISBN 978-4-08-883565-5 | Horizon            | 2023年12月8日  | ISBN 978-626-372-789-2               |
| 18   |            | 2023年10月4日 | ISBN 978-4-08-883664-5 | Welcome to Earth   | 2024年2月2日   | ISBN 978-626-020-294-1               |
| 19   |            | 2023年12月4日 | ISBN 978-4-08-883786-4 | 蠢兒子             | 2024年4月8日   | ISBN 978-626-020-758-8               |
| 20   |            | 2024年2月2日  | ISBN 978-4-08-883816-8 | 行動了             | 2024年8月2日   | ISBN 978-626-02-2015-0（首刷附錄版） |
| 21   |            | 2024年5月2日  | ISBN 978-4-08-884020-8 | 一分鐘             | 2024年9月27日  | ISBN 978-626-02-2563-6（首刷附錄版） |
| 22   |            | 2024年8月2日  | ISBN 978-4-08-884130-4 | Beast              | 2025年2月13日  | ISBN 978-626-02-3224-5（首刷附錄版） |
| 23   |            | 2024年10月4日 | ISBN 978-4-08-884208-0 | Language           | 2025年4月24日  | ISBN 978-626-02-3703-5（首刷附錄版） |
| 24   |            | 2025年1月4日  | ISBN 978-4-08-884390-2 | 約定               | 2025年6月30日  | ISBN 978-626-02-4315-9               |
| 25   |            | 2025年2月4日  | ISBN 978-4-08-884393-3 | RAGNARØK           | 2025年7月28日  | ISBN 978-626-02-4509-2               |
| 26   |            | 2025年4月4日  | ISBN 978-4-08-884411-4 | Re member          |                |                                      |
| 27   |            | 2025年4月4日  | ISBN 978-4-08-884412-1 | 死與運             |                |                                      |

## 電視動畫

### 製作團隊
- 原作：戶塚慶文
- 導演：八瀨祐樹
- 系列構成、編劇：蓜島岳斗
- 角色設計：守岡英行（日语：守岡英行）
- 總作畫監督：守岡英行、石本峻一、德田夢之介
- UMF設計、關鍵動畫師：三輪和宏
- 主要動畫師：大梶博之、佐藤浩一
- 色彩設計：水野愛子
- 美術設定：黑澤守
- 美術監督：渡邊佳人、小川友佳子
- 攝影監督：齋藤崇夫
- CG導演：高野慎也
- VFX總監：大橋遼
- 剪輯：廣瀨清志
- 音響監督：明田川仁
- 音響效果：小山恭正
- 音樂：末廣健一郎
- 音樂製作人：西山由希子
- 企畫製作人：長谷川良太、藤尾明史
- 製作人：友部將大、佐藤奏太、龜井博司
- 動畫製作人：下田迅人
- 動畫制作：David Production
- 企劃製作：UNLIMITED PRODUCE by TMS
- 製作：不死不運製作委員會

### 主題曲
片頭曲
《01(ZERO ICHI)》（第2～14話）
作词、作曲：薔薇園Avu，編曲：女王蜂、塚田耕司，主唱：女王蜂
《ラブコール(Love Call)》（第15～24話）
作詞、作曲：DECO*27，編曲：Naoki Itai，主唱：シユイ
片尾曲
《know me...》（第2～14話）
作詞、作曲：八木海莉，編曲：益田TOSH、八木海莉，主唱：八木海莉
《この愛に敵うもんはない》（第15～24話）
作詞：OKAMOTO翔，作曲：OKAMOTO翔、OKAMOTOコウキ，編曲：OKAMOTO'S，主唱：OKAMOTO'S

### 各話列表
| 話數   | 日文標題 | 中文標題           | 劇本     | 分鏡                          | 演出                          | 作畫監督 | 首播日期       |
| ------ | -------- | ------------------ | -------- | ----------------------------- | ----------------------------- | --- | -------------- |
| 第1話  |          | 不死與不運         | 蓜島岳斗 | 八瀨祐樹 紺野大樹（劇中漫畫） | 八瀨祐樹 紺野大樹（劇中漫畫） | 守岡英行、石本峻一 福岡優、德田夢之介 | 2023年 10月7日 |
| 第2話  |          | UNION              | 蓜島岳斗 | 無田真                        | 京極龍矢                      | 守岡英行、柴田和紀、福岡優 德田夢之介、吉岡佳宏、山澤純玲 | 10月14日       |
| 第3話  |          | 我的不運使用法     | 蓜島岳斗 | 黑澤守                        | 長田伸二                      | 石本峻一、松尾優 真壁智之、豐島英太 守岡英行、寶谷幸稔（特效） | 10月21日       |
| 第4話  |          | 你喜歡改變的我嗎？ | 蓜島岳斗 | 戶澤俊太郎                    | 戶澤俊太郎                    | 菅原裕幸、柴田和紀 河野美由紀、吉岡佳宏 福岡優、守岡英行、德田夢之介 | 10月28日       |
| 第5話  |          | 我們否定           | 蓜島岳斗 | 京極龍矢                      | 京極龍矢                      | 飯田清貴、平良哲朗 久保茉莉子、真壁智之 守岡英行、石本峻一 石川健太郎（動作） | 11月4日        |
| 第6話  |          | 崩壞               | 蓜島岳斗 | 長田伸二                      | 長田伸二                      | 米本繪里、久保茉莉子 福岡優、吉岡佳宏 豐島英太、德田夢之介 | 11月11日       |
| 第7話  |          | 夢想               | 蓜島岳斗 | 中村哲治                      | 寶歲准也                      | 石本峻一、柴田和紀 真壁智之、平良哲朗 米本繪里、福岡優 守岡英行、寶谷幸稔（特效）                                                                                                   | 11月18日       |
| 第8話  |          | 維克托             | 蓜島岳斗 | 黑澤守                        | 中山勝一                      | 飯田清貴、久保茉莉子 米本繪里、張益 吉岡佳宏、柴田和紀 守岡英行、德田夢之介 | 11月25日       |
| 第9話  |          | 回歸               | 蓜島岳斗 | 八瀨祐樹 戶澤俊太郎           | 戶澤俊太郎                    | 守岡英行、石本峻一 CHA MYOUNG JUN、柴田和紀 平良哲朗、米本繪里、菅原裕幸 | 12月2日        |
| 第10話 |          | 結果               | 亚田井   | 京极龙矢                      | 京极龙矢                      | 福冈优、久保茉莉子 宝谷幸稔、冈崎耕太郎 守冈英行、德田梦之介 石川健太郎（机械·特效）                                                                                                | 12月9日        |
| 第11話 |          | 里约热内卢         | 蓜島岳斗 | 菅原尚                        | 菅原尚                        | 宇都宮將史、福岡優 飯田清貴、柴田和紀 久保茉莉子、米本繪里 寶谷幸稔、石本峻一 | 12月16日       |
| 第12話 |          | 啟動               | 蓜島岳斗 | 中村哲治                      | 宝岁准也                      | 德田梦之介、吉冈佳宏 CHA MYOUNG JUN、柴田和纪 冈崎耕太郎、平良哲朗 米本绘里、菅原裕幸 守冈英行、上海樊特姆动画 无锡极速蜗牛动画 石本峻一（动作）、丰岛英太（动作） 宝谷幸稔（动作） | 12月23日       |
| 第13話 |          | 塔奇安娜           | 蓜島岳斗 | 长田伸二 京极龙矢 黑泽守      | 长田伸二                      | 三浦春树、糸井惠 饭田清贵、久保茉莉子 SHIN HYUNG WOO、村谷贵志 糸岛雅彦、米本绘里 上海樊特姆动画、守冈英行                                                                          | 2024年 1月6日  |
| 第14話 |          | 红莲弹             | 蓜島岳斗 | 黑澤守                        | 京極龍矢                      | 守岡英行、石本峻一 久保茉莉子、CHA MYOUNG JUN 福岡優、村谷貴志 上海樊特姆動畫 | 1月13日        |
| 第15話 |          | 下界               | 亞田井   | 中山勝一                      | 中山勝一                      | 張益、柴田和紀、福岡優、平良哲朗 菅原裕幸、CHA MYOUNG JUN 吉岡佳宏、大森理惠、守岡英行                                                                                              | 1月20日        |
| 第16話 |          | 革命               | 蓜岛岳斗 | 吉田泰三                      | 久保山英一                    | 宇都宫将史、米本绘里 村谷贵志、柴田和纪 平良哲朗、久保茉莉子 守冈英行、RA CRAFT Grand Guerrilla、上海樊特姆动画                                                                     | 1月27日        |
| 第17話 |          | 智取               | 蓜岛岳斗 | 川畑喬                        | 菅原尚                        | 守岡英行、石本峻一 吉岡佳廣、CHA MYOUNG JUN 菅原裕幸、村谷貴志 米本繪里、飯田清貴、柴田和紀                                                                                         | 2月3日         |
| 第18話 |          | 異想天開           | 亞田井   | 京极龙矢                      | 京极龙矢                      | 、 高澤美佳、服部憲知 | 2月10日        |
| 第19話 |          | 不死＋不運         | 亞田井   | 藤本次朗                      | 藤本次朗                      | 粕川美雪、鐮田均、 久保茉莉子、櫻井木之實 平良哲朗、服部憲治 石本峻一、RA CRAFT Grand Guerrilla、天界                                                                               | 2月17日        |
| 第20話 |          | 安野雲             | 亞田井   | 黑澤守                        | 京極龍矢 菅原尚               | 、米本繪里 久保茉莉子、高澤美佳 柴田和紀、村谷貴志 石本峻一、宇都宮將史 石川健太郎、守岡英行                                                                                        | 2月24日        |
| 第21話 |          | 勿忘人終有一死     | 亞田井   | 黑澤守                        | 戶澤俊太郎                    | 、飯田清貴 服部憲知、海老澤舞子 平良哲朗、吉岡佳宏 金內惠美里、守岡英行 石本峻一、RA CRAFT Grand Guerrilla、天界                                                                    | 3月2日         |
| 第22話 |          | 人生寫照           | 蓜島岳斗 | 中山勝一                      | 中山勝一                      | 福岡優、久保茉莉子、吉岡佳廣 寶谷幸稔、張益 柴田和紀、菅原裕幸 豐島英太、石川健太郎 荒井久磨、守岡英行                                                                              | 3月9日         |
| 第23話 |          | 我所不知道的故事   | 蓜島岳斗 | 森本育朗                      | 菅原尚 久保山英一             | 飯田清貴、平田哲朗 服部憲知、柴田和紀 、高澤美佳 村谷貴志、米本繪里 守岡英行、RA CRAFT Grand Guerrilla、天界                                                                        | 3月16日        |
| 第24話 |          | 傳達給你           | 蓜島岳斗 | 黑澤守 京極龍矢 八瀨祐樹      | 京極龍矢                      | 石本峻一、守岡英行 宇都宮將史、久保茉莉子 寶谷幸稔、柴田和紀 、高澤美佳 RA CRAFT、天界                                                                                              | 3月23日        |

### 藍光＆DVD
| 卷數   | 發售日期      | 收錄話數        | 規格編號   | 規格編號   |
| 卷數   | 發售日期      | 收錄話數        | 藍光版     | DVD版      |
| ------ | ------------- | --------------- | ---------- | ---------- |
| BOX I  | 2024年3月27日 | 第1話 - 第14話  | VPXY-72060 | VPBY-14219 |
| BOX II | 2024年6月26日 | 第15話 - 第24話 | VPXY-72061 | VPBY-14220 |

## 反應
2020年4月8日在Twitter上宣布第一卷再版。2021年10月，已發行的7卷單行本發行量突破130萬。2022年2月，單行本發行量累計突破150萬。2022年9月，包含電子版在內的單行本發行量突破180萬。
本作在下一部人氣漫畫大賞2020的紙本漫畫類別中獲得第1名。翌年獲得全國書店店員推薦漫畫2021第6名。

## 外部連結
- 週刊少年Jump官方網站（日語）
- 不死不運的X（前Twitter）（日語）
- 漫畫第1集  - MANGA Plus （英文）
- 電視動畫官方網站（日語）